# Staropolski Okręg Przemysłowy

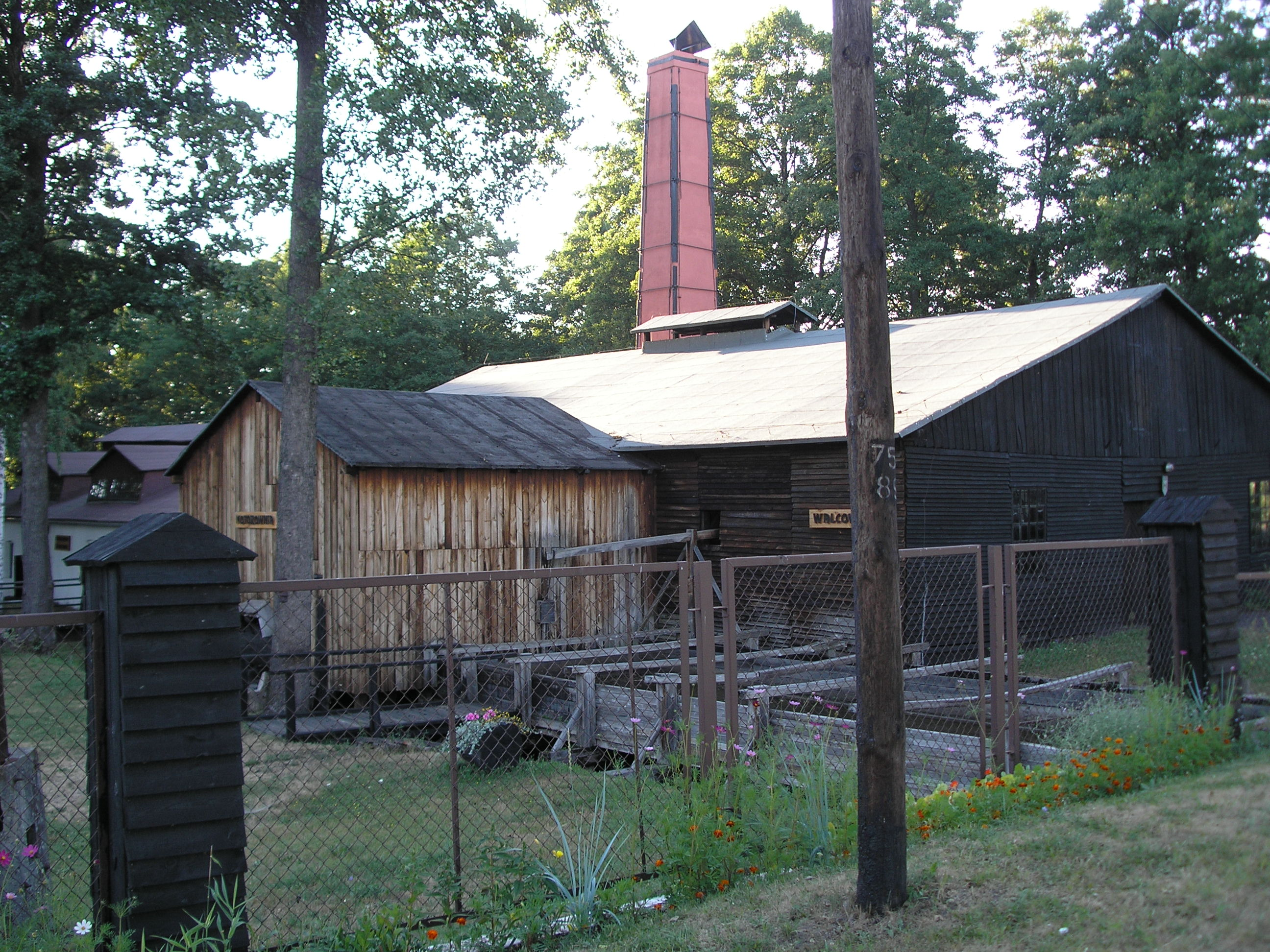
Zabytkowa hala walcowni w Maleńcu obecnie atrakcja turystyczna – Zabytkowy zespół Walcowni i Gwoździarni

Staropolski Okręg Przemysłowy (lub Zagłębie Staropolskie albo też Staropolskie Zagłębie Przemysłowe) – najstarszy okręg przemysłowy w Polsce, położony na obszarze województw: świętokrzyskiego, mazowieckiego i łódzkiego. Rozwinięty przemysł metalurgiczny, środków transportu, maszyn, materiałów budowlanych, ceramiki szlachetnej oraz hutnictwa żelaza. Stanowił najbardziej uprzemysłowiony region Rzeczypospolitej Obojga Narodów.

## Obszar
Staropolski Okręg Przemysłowy obejmuje tereny Gór Świętokrzyskich, doliny rzeki Kamiennej, Płaskowyżu Suchedniowskiego, Przedgórza Iłżeckiego, oraz częściowo Garbu Gielniowskiego. Główne ośrodki przemysłowe to: Kielce, Końskie, Ostrowiec Świętokrzyski, Starachowice i Skarżysko-Kamienna. Niektóre ze źródeł wymieniają jako część okręgu także Radom i jego okolice.

## Historia

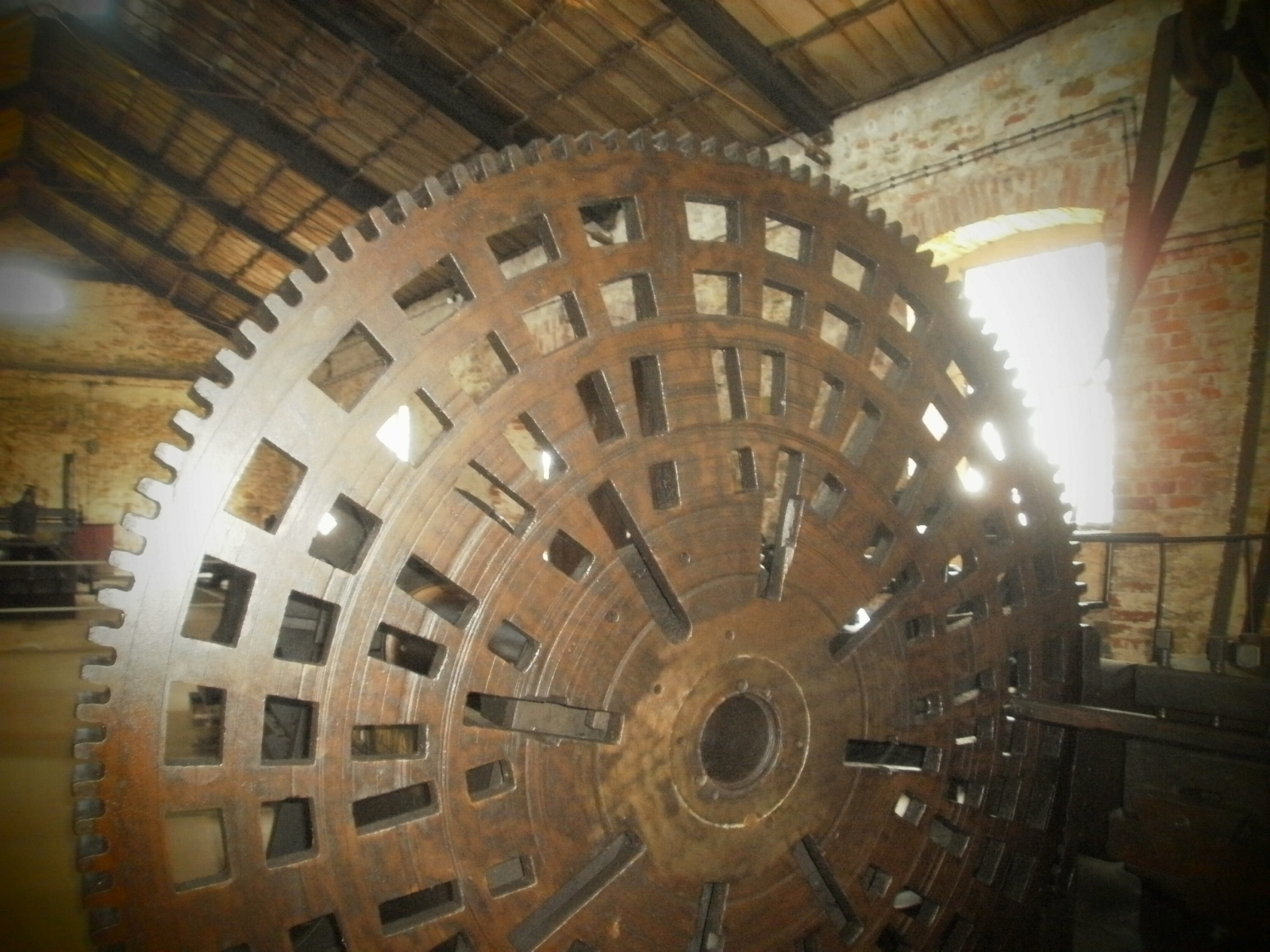
Koło wodne eksponowane w Muzeum Zagłębia Staropolskiego w Sielpi

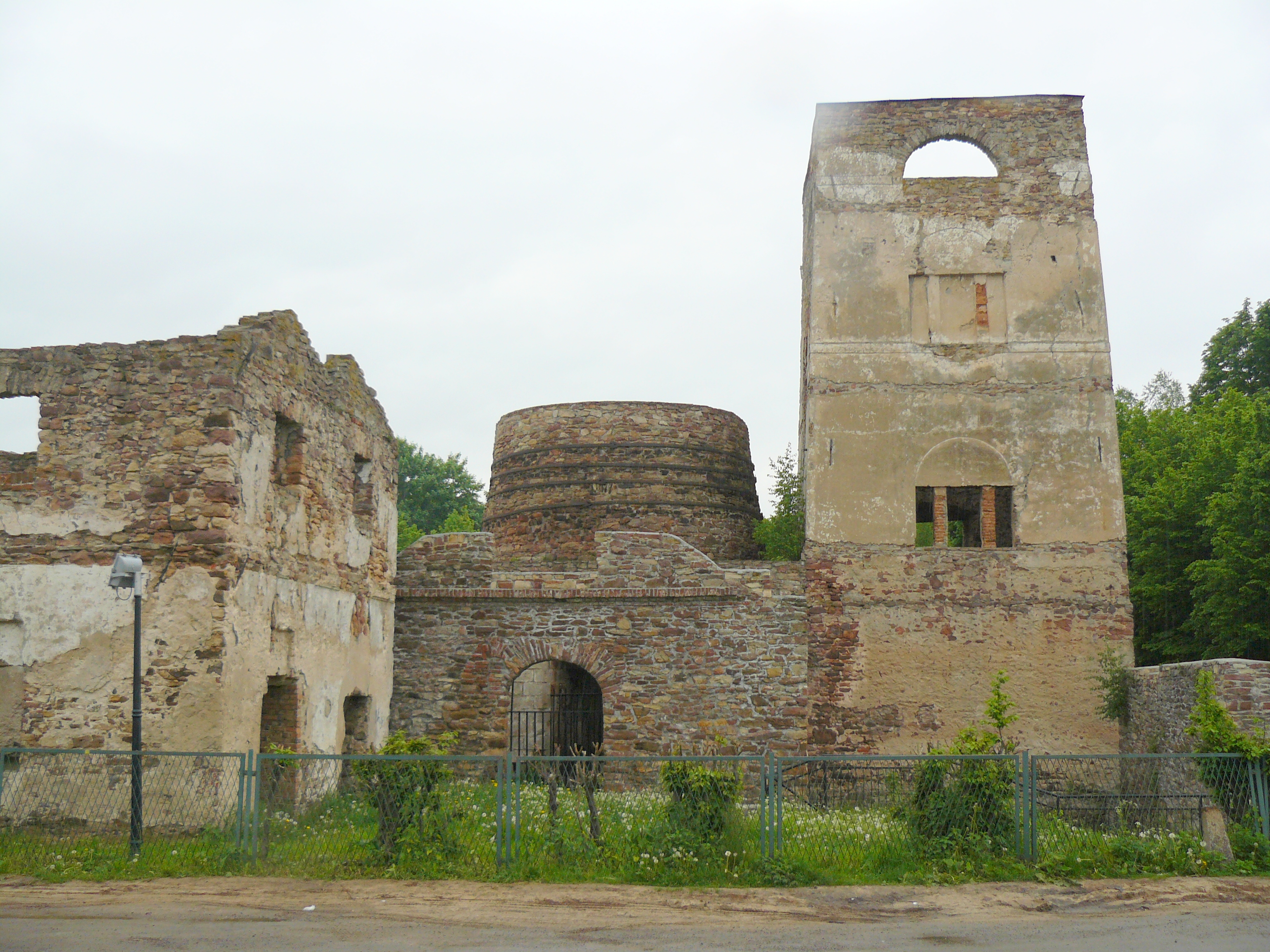
Ruiny huty w Samsonowie

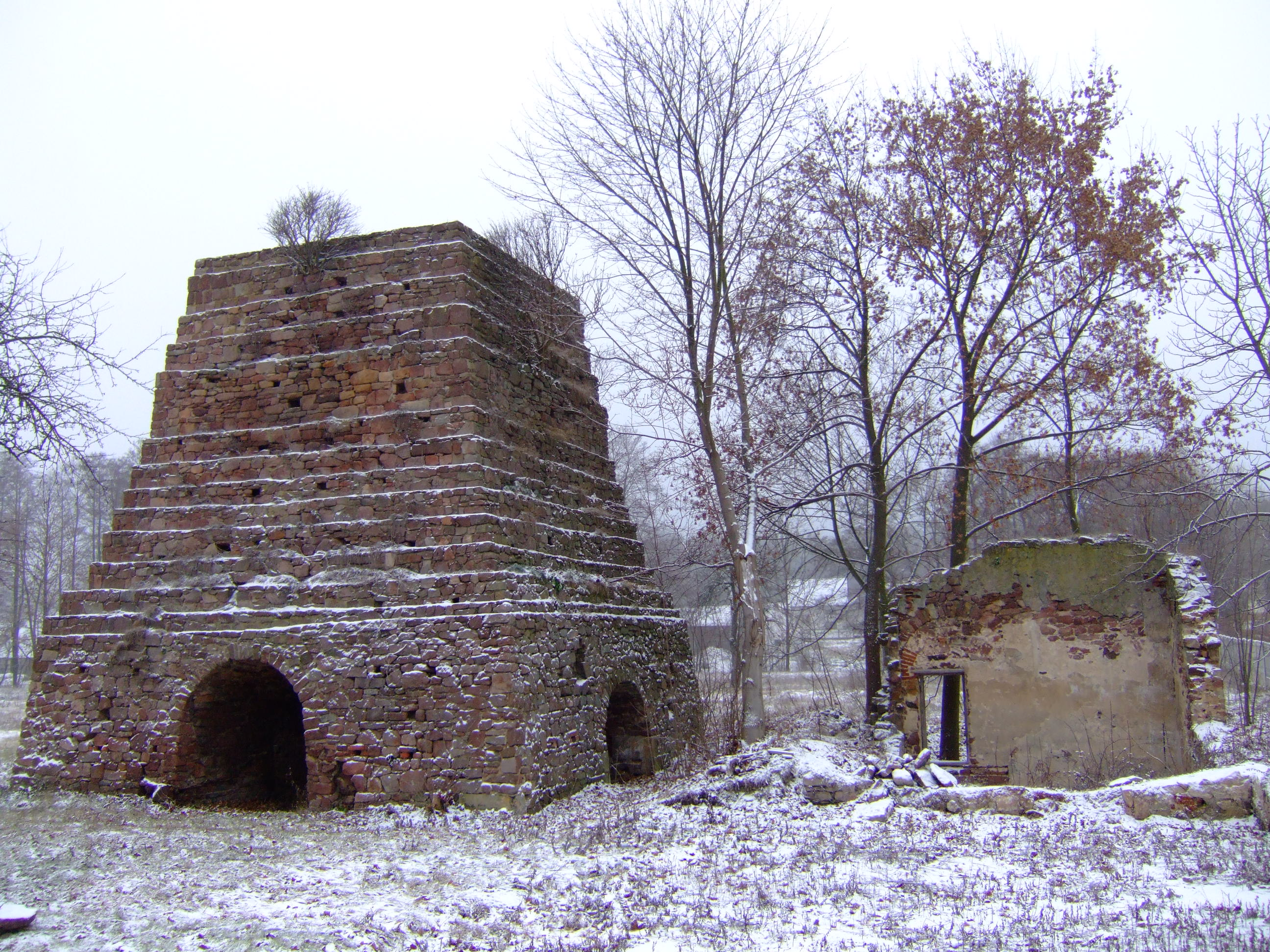
Piec hutniczy w Kuźniakach

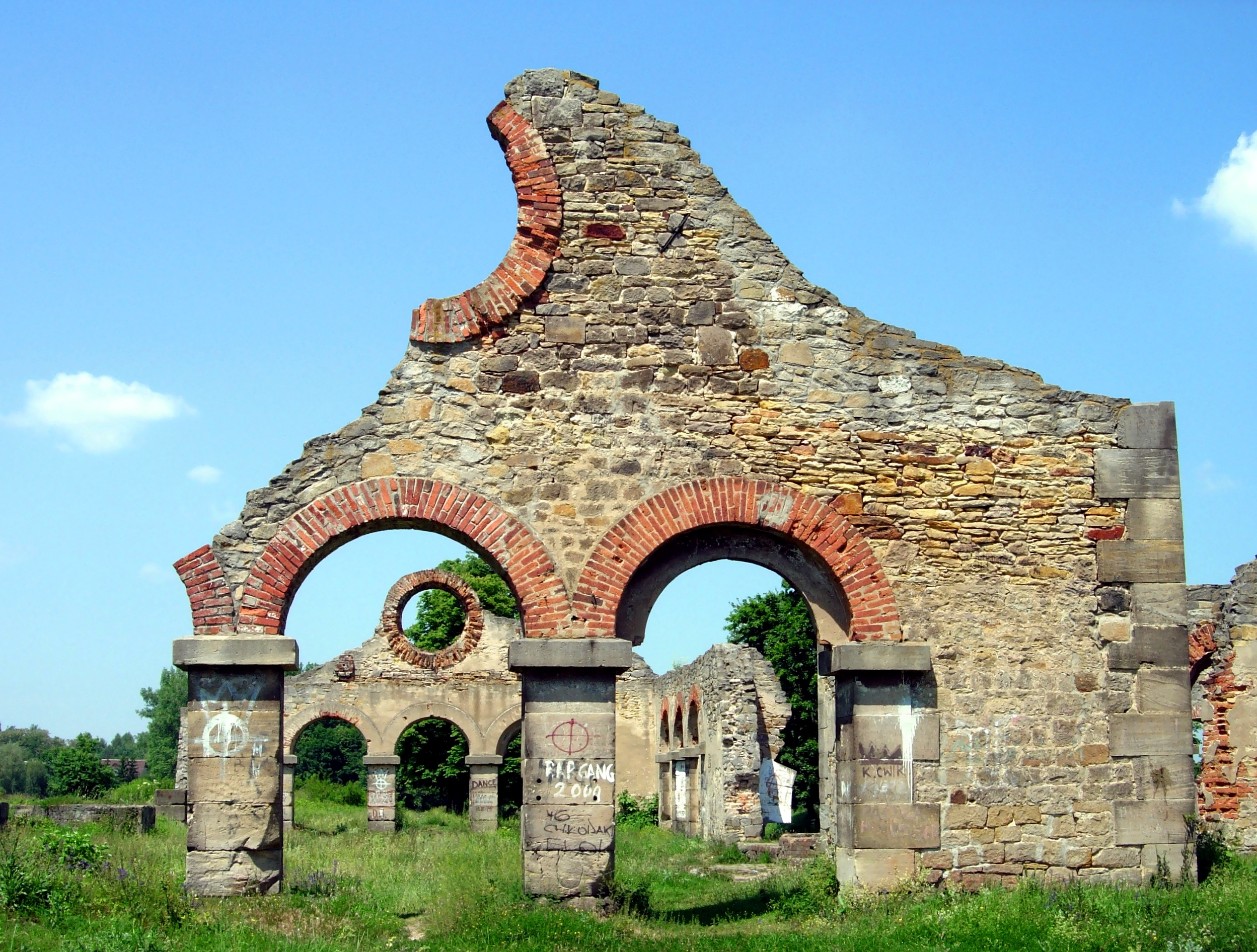
Ruiny walcowni w Nietulisku Dużym

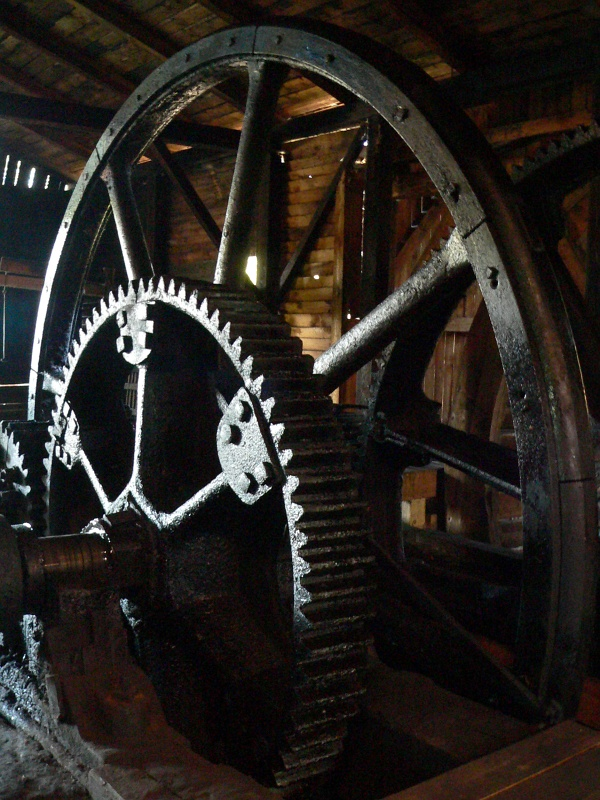
„Szaleniec” – koło zamachowe napędzające walcarnię oraz gwoździarnię w Maleńcu.

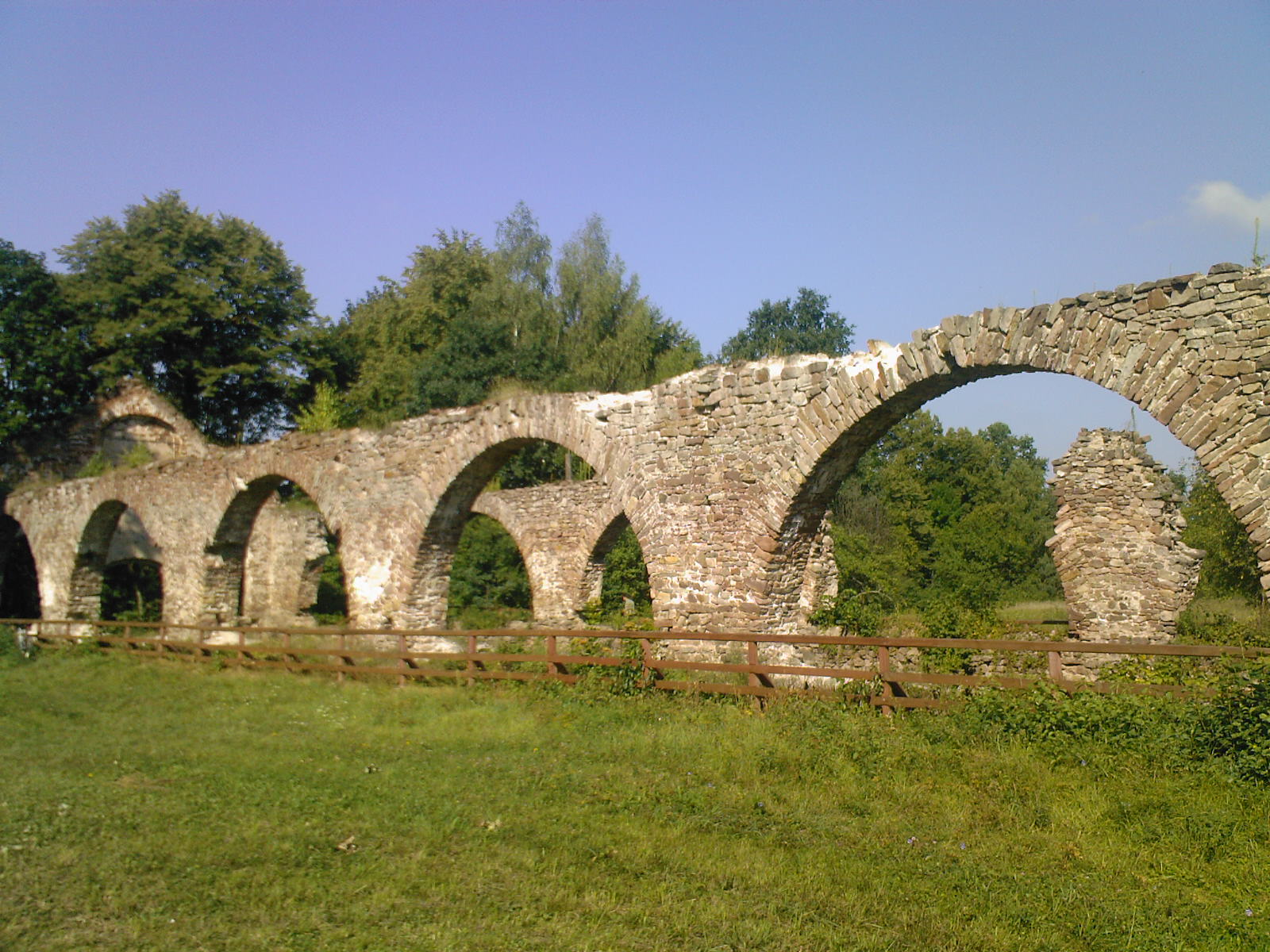
Pozostałości Zakładów Wielkopiecowych w Bobrzy – Węglownia

W czasach przedhistorycznych na obszarze tym wydobywano i obrabiano krzemienie (Krzemionki), wytapiano także żelazo (m.in. w Nowej Słupi, gdzie znaleziono piecowisko złożone z 45 pieców hutniczych – dymarek), a także tzw. żużle pierwotne pochodzące z okresu od V wieku do X wieku. Odbywają się tam coroczne Dymarki Świętokrzyskie. Pierwsze zakłady przemysłowe powstały na tym terenie już w średniowieczu. Rozwijało się tu górnictwo i hutnictwo, przetwórstwo metalu, między innymi produkcja broni, wydobywano rudy ołowiu, miedzi i srebra. W Polsce przedrozbiorowej Zagłębie Staropolskie było najważniejszym okręgiem przemysłowym kraju. W XVI w. funkcjonowało tu przeszło 60 kuźnic. W XVII w. powstały pierwsze wielkie piece – w Samsonowie i Bobrzy. W 1782 r. było ich już tutaj 27, na ogólną liczbę 34 znajdujących się w Polsce. Kiedy wyczerpały się złoża miedzi i ołowiu, w Zagłębiu Staropolskim zaczęło dominować przetwórstwo żelaza.
Kuźnice wodne lokalizowano w owym czasie nad rzekami stanowiącymi energię potrzebną do ich napędu. Drewno z okolicznych lasów wykorzystywano do produkcji węgla drzewnego, na którym opierał się proces wytopu. Na miejscu wydobywano też rudę żelaza. W tym czasie wytopy przeprowadzane były w prymitywnych dymarkach, a roczna produkcja kuźnicy wahała się na poziomie 6–16 ton żelaza.
W XVI i XVII wieku w granicach Staropolskiego Okręgu Przemysłowego istniał również ośrodek produkcji szkła. Na 93 huty szkła w Polsce, kilkanaście zlokalizowanych było w rejonie Wzgórz Koneckich i pod Radoszycami.
Dalszy rozwój Staropolskiego Okręgu Przemysłowego nastąpił w XVIII wieku. Druga połowa XVIII wieku przyniosła zmianę w sposobie pozyskiwania surówki. Wytop żelaza w Polsce oparto wtedy na procesie wielkopiecowym. Taka technologia znacznie przewyższała znaną dotąd metodę produkcji. Stosowany wtedy piec, choć nadal pracujący na węglu drzewnym był w stanie wyprodukować rocznie 200–300 ton surówki.
W połowie XIX wieku na terenie Zagłębia Staropolskiego dominował przemysł metalowy, a na jego potrzeby rozwijano także górnictwo rud żelaza i miedzi. Budowano również tartaki i cegielnie, stanowiące bezpośrednie zaplecze materiałowo-budowlane dla okolicznych zakładów metalurgicznych.
W pierwszej połowie XIX wieku nastąpił największy rozkwit okręgu. Był on związany z działalnością Stanisława Staszica i Franciszka Ksawerego Druckiego Lubeckiego. Według ich planów miały zostać wybudowane wzdłuż rzeki Kamiennej duże zakłady metalurgiczne. Jednak plany te udało się zrealizować tylko częściowo. Bank Polski powstały w 1828 roku, dysponujący kapitałem 30 milionów złotych, wydatnie wspierał zarówno zakłady rządowe, jak i prywatnych przedsiębiorców, modernizujących swe zakłady lub budujących nowe. W Zagłębiu Staropolskim powstało wówczas wiele nowych pieców, fryszerek oraz walcowni.
Rozwój okręgu został zahamowany w drugiej połowie XIX wieku częściowo z powodów politycznych – powstań i utraty autonomii Królestwa Polskiego, jak również na skutek konkurencji Zagłębia Dąbrowskiego. Zaczęto wówczas stosować nowe technologie wytopu żelaza. Nowe wielkie piece opalano teraz koksem, a nie jak do tej pory węglem drzewnym. W 1900 roku średnia wydajność wielkiego pieca pracującego na koksie wynosiła 25 000 ton surówki, podczas gdy pracujące na węglu drzewnym dawały średnio 1500 ton. Stare metody produkcji stały się więc nieopłacalne i wiele dawnych zakładów zlikwidowano. Większość fabryk, zwłaszcza wielkopiecowych, nie doczekała XX wieku. W Staropolskim Okręgu Przemysłowym nastąpił upadek hut, a ich miejsce zajęły odlewnie. Łatwiej i taniej było bowiem sprowadzać surówkę potrzebną do produkcji, nawet ze znacznych odległości. Wiele odlewni i walcowni w owym czasie zlokalizowano w pobliżu linii kolejowych. Ułatwiały one dowóz surowców potrzebnych do produkcji, jak i wywóz wyrobów. Koło wodne poruszające dotąd zakłady, zostało wyparte przez maszynę parową, co umożliwiło lokalizację fabryk w niemal dowolnym miejscu. Mimo prób modernizacji starych zakładów i zmian profilu produkcyjnego stopniowo Zagłębie Staropolskie przestało pełnić rolę kluczowego ośrodka przemysłowego. Jego miejsce zajęło coraz szybciej rozwijające się Zagłębie Dąbrowskie.
W okresie dwudziestolecia międzywojennego XX w. Zagłębie Staropolskie weszło w skład Centralnego Okręgu Przemysłowego, co przyczyniło się do ożywienia gospodarczego regionu. Zmodernizowano wówczas m.in. istniejące zakłady przemysłu zbrojeniowego w Kielcach, Skarżysku-Kamiennej, Radomiu, Starachowicach i Ostrowcu Świętokrzyskim.
Po II wojnie światowej nastąpiła rozbudowa przemysłu, zwłaszcza zbrojeniowego. Stopniowo zaniechano górnictwa rud, rozwinęło się natomiast górnictwo surowców skalnych i złóż wapienia oraz przemysł cementowy.
W okręgu wybudowano szereg nowych zakładów (m.in. Fabrykę Samochodów Ciężarowych „Star” w Starachowicach). Rozbudowano i unowocześniono również już istniejące (m.in. Hutę Ostrowiec). Największe miejscowości leżące na historycznym obszarze Zagłębia Staropolskiego to Kielce, Ostrowiec Świętokrzyski, Starachowice, Skarżysko-Kamienna, Końskie.
Pod względem liczby zatrudnionych w przemyśle okręg staropolski zaliczał się w okresie Polski Ludowej wraz z okręgami górnośląskim, łódzkim, sudeckim i warszawskim do największych w kraju.

## Miejscowości przemysłowe Staropolskiego Okręgu Przemysłowego
Na terenie Zagłębia Staropolskiego odnalezione ślady hutnictwa żelaza tak zwane dymarki pochodzą z około II wieku p.n.e. Jednak dopiero w opracowaniach Jana Długosza (Liber beneficjorum), pojawiają się nazwy miejscowości i wzmianki o kuźnicach żelaznych, młynach zbożowych, tartakach, foluszach, papierniach, hutach do wytopu kruszców i szkła.
O ile we wzmiankach z XV wieku nie ma zbyt wielu miejscowości, to w drugiej połowie XVI wieku było ich już co najmniej kilkadziesiąt. Często zdarzało się tak, że w jednej miejscowości lub w jej okolicy działało kilka zakładów. Wiele spośród nich w czasie swego istnienia zmieniało właściciela, jak również zmianie ulegały ich nazwy.
W drugiej połowie XVI wieku w całej Koronie Królestwa Polskiego, nie licząc ziem ruskich i ukraińskich funkcjonowało 321 zakładów metalurgicznych. Natomiast na terenie województwa sandomierskiego, czyli obszarze, który został nazwany później Staropolskim Okręgiem Przemysłowym, czynne były 142 kuźnice. Wiele spośród miejscowości powstawało na kompletnym odludziu. O miejscu ich lokalizacji decydowały płynące w pobliżu rzeki, nad którymi budowano kuźnice, a w ich pobliżu osiedla. Inne istniejące już wcześniej, z chwilą wybudowania zakładu zmieniały swój charakter z rolniczych na przemysłowy.
Pod koniec XIX wieku wraz z upadkiem hutnictwa w Zagłębiu Staropolskim dla wielu miejscowości nadszedł trudny okres. Mieszkańcy wielu z nich zostali pozbawieni podstawowego źródła dochodu, musieli więc zająć się pracą na roli i szukać dorywczych zajęć. Inne miejscowości, leżące bardziej na uboczu, z upływem lat zostały opuszczone przez mieszkańców i dziś nie ma po nich śladu. Rozwinęły się natomiast osady położone w pobliżu linii kolejowych i ważnych szlaków komunikacyjnych. Niektóre z nich przetrwały i rozrosły się, często do wielkości miasta, właśnie dzięki dobrej lokalizacji.
W wielu miejscowościach nie ma już dziś żadnych zabytków, które mogłyby świadczyć o przemysłowej przeszłości. Przypominają o tym tylko nazwy takie jak: Ruda, Kuźnica, Hucisko, Żelaźnica, Górniki, Rudniki, Wąglów, Wólka Smolna, Kurzacze itp. Inne miejscowości noszą nazwy pochodzące od imion lub nazwisk dawnych właścicieli.

### Miejscowości Zagłębia Staropolskiego
Adamów, Aleksandrów, Baczyna, Bębnów, Białogon, Bieliny, Bliżyn, Błaszków, Błotnica, Bobrza, Bzin, Cedzyna, Chełb, Chlewiska, Chęciny, Cieklińsko, Czarna, Czysta, Długosz, Drzewica, Drutarnia, Duraczów, Dziebałtów, Fałków, Fidor, Franciszek, Furmanów, Giel, Gosań, Goworek, Grzybów, Jabłonica, Jacentów, Janów, Januchta, Jędrzejów, Józefów, Kamienna, Kamienna Wola, Kawęczyn, Kielce, Kłucko, Kochanów, Kołoniec, Komaszyce, Końskie, Korytków, Koszorów, Kotfin, Krasna, Królewiec, Krzęcin, Kurosz, Kuźniaki, Kuźnica, Machory, Maleniec, Małachów, Makoszyn, Miedziana Góra, Miedzierza, Młynek Nieświński, Młynek, Morzywół, Mostki, Mroczków, Nadolna, Nieborów, Niekłań, Niemojowice, Nietulisko Duże, Nowa Słupia, Odrowąż, Oleszno, Ostrowiec, Parszów, Pawłów, Petrykozy, Piasek, Pijanów, Pilczyca, Pląskowice, Płaczków, Pomyków, Przedbórz, Radom, Radoszyce, Rejów, Romanów, Ruda Białaczowska, Ruda Maleniecka, Rudka, Rudniki, Rusinów (gmina Borkowice), Rusinów (gmina Rusinów), Ruski Bród, Rzuców, Samsonów, Sendów, Sielpia, Skotniki, Skórnice, Skarżysko-Kamienna, Skąpe, Smagów, Sobolew, Stanisławów, Stara Kuźnica, Starachowice, Starzechowice, Stąporków, Stefanek, Stefanków, Suchedniów, Szatnia Wieś, Szczurek, Turowice, Wąchock, Wąglów, Wąsosz, Witków, Wołów, Zagnańsk, Zbrojów, Zdunów.

## Turystyka
Na terenie województwa świętokrzyskiego istnieje obecnie kilka zabytkowych obiektów przemysłowych jakie ocalały z fabryk, zakładów oraz hut znajdujących się w Zagłębiu Staropolskim. Biegnie tam szlak turystyczny techniki – Śladami Zabytków Techniki Staropolskiego Zagłębia Przemysłowego. Do jego największych atrakcji należy:
- Muzeum Przyrody i Techniki w Starachowicach,
- Muzeum Zagłębia Staropolskiego w Sielpi,
- Muzeum Techniki w Maleńcu,
- Żywe Muzeum Porcelany w Ćmielowie,
- Pozostałości Zakładów Wielkopiecowych z XVIII w. oraz XIX w. wraz z budynkiem administracyjnym z XIX w. w Mostkach,
- Ruiny zakładu wielkopiecowego w Samsonowie,
- Ruiny pieca hutniczego w Kuźniakach,
- Ruiny walcowni w Nietulisku Dużym,
- Pozostałości Zakładów Wielkopiecowych w Bobrzy (węglownia).